# Y
Y (ipsilon) je črka latinske abecede.
V slovenščini se Y uporablja pogojno, predvsem za zapis tujih imen, pojmov,...

## PomeniY
- Y je simbol za kemijski element itrij.
- v biokemiji je Y enočrkovna oznaka za aminokislino tirozin
- v genetiki je Y oznaka za moški spolni kromosom pri človeku (poimenovanje izhaja iz njegove oblike)
- v matematiki se y poleg x pogosto uporablja kot oznaka za neznanko
- v matematiki se ordinatna os v koordinatnem sistemu pogovorno imenuje y-os